# Microsoft 365
Microsoft 365 Copilot, anteriormente conocido como Microsoft 365 hasta enero de 2025, es una línea de servicios por suscripción ofrecidos por Microsoft. El conjunto de soluciones se lanzó en 2014 con el nombre de Office 365.
En 2020 Microsoft anunció el cambio de marca a Microsoft 365 para reemplazar el conjunto de herramientas en el mercado de consumo, agregando características y ofertas adicionales
Más allá de aquellas centradas principalmente en la familia de productos Microsoft Office. A partir de 2023, el servicio reemplazaría por completo las funcionalidades clásicas (software instalado), apostando por una renovación completa de la oferta al consumidor en una variedad de plataformas, incluidos los aparatos móviles.

## Historia
Microsoft Office 365 fue el nombre que se dio a un conjunto de programas informáticos de suscripción anual, ofreciendo las herramientas de Microsoft Office con acceso desde web o cualquier dispositivo móvil. El Office tradicional de estar en el escritorio y se instala en todo dispositivo fijo o móvil, de forma que el usuario puede trabajar y colaborar con otros usuarios desde donde se encuentre de manera segura y ágil. De esta manera se obtiene retroalimentación de otros usuarios de manera sencilla, sin requerir de un equipo de cómputo con gran capacidad de memoria, ya que permite almacenar información en la nube (espacio de almacenamiento controlado por Microsoft).
Antes solo estaba disponible en modalidad de escritorio y pago único por el uso de Office. Con esta transformación a subscripción mensual o anual puede usarse en línea con costos mucho más bajos, y trabajar de forma colaborativa. 
En 2014 fue puesto a disposición del público —antes de esa fecha estaba a prueba en un grupo cerrado de empresas. La presentación masiva en español tuvo lugar el 1 de octubre del 2015 en el Innovation Fest México, con la presencia de la CEO de Microsoft Satya Nadella, durante el programa del evento en la sesión «Transformando la productividad y procesos de negocios» a cargo de Verónica Peña, en ese momento Productivity Business Group Lead de Microsoft México. Esta última destacó la importancia del mercado a nivel global para Office, en conjunto con Luara Frías y Samantha Villarreal, reconocida como Microsoft MVP (Most Valuable Professional). Juntas mostraron cómo Office 365 apuntaba a transformar la comunicación empresarial e incluso la participación de los desarrolladores de tecnología. 
A lo largo de estos años tanto las aplicaciones incluidas en Office 365 como su nombre han cambiado.

### Cambio de nombre de la marca
El 30 de marzo de 2020, Microsoft presentó un producto de suscripción orientado al consumidor bajo la marca Microsoft 365 para su lanzamiento el 21 de abril, que sucederá a los niveles de consumidor existentes de Office 365. Es la primera vez que Microsoft decide poner el nombre de su marca a un producto, con la seguridad de que este funciona para todos los usuarios que requieren de colaboración y crecimiento en su empresa.
Microsoft 365 es clasificado como SaS (Software as Services) porque Microsoft se encarga de la infraestructura, actualización de software, seguridad, y los usuarios finales se encargan de usar las aplicaciones que tiene de manera útil para sus procesos.
Las aplicaciones a las que se tienen acceso dependen del nivel de suscripción: para hogar, PyMES, empresarial, escuelas u ONG.
Sin embargo, las aplicaciones en línea básicas son (en enero de 2024): Word, Excel, PowerPoint, Outlook, OneNote, OneDrive, Stream, Planner, SharePoint, Teams.
Puedes activar versiones gratuitas para PowerBI, PowerApps, PowerAutomate, PowerPage, PowerVirutal Agents (todas las anteriores corresponden a PowerPlatform que también es parte de Microsoft 365), también están aplicaciones de VIVA, Delve, Visio, Project, Bookings, etc.
Durante la segunda mitad del 2023 se dio acceso a Copilot (inteligencia artificial de Microsoft para sus aplicaciones) para uso en PowerPlatform como usuarios, y a las Aplicaciones de Productividad (Office: Word, Excel,etc.,) para hacer uso de ellos se requiere de licenciamiento específico y configuración de ciertas características de la plataforma de Microsoft 365.